# Team Flanders-Baloise
Team Flanders-Baloise is een Belgische wielerploeg. Het team komt uit in de continentale circuits. Van 2005 tot 2007 was de naam van de ploeg Chocolade Jacques-Topsport Vlaanderen. In 2017 werd de naam 'Topsport Vlaanderen' ingeruild voor 'Sport Vlaanderen'. Dat in 2023 werd veranderd naar Team Flanders Baloise. Deze ploeg was op haar beurt de feitelijke voortzetting van de Vlaanderen-wielerploeg die bestond van 1994 tot 2004 onder de namen Vlaanderen 2002-Eddy Merckx en Vlaanderen-T Interim. De ploeg is van het begin een leerschool voor jonge Vlaamse wielrenners, die voor hen vaak als springplank diende naar grotere ploegen.
Topsport Vlaanderen deed in 2009 mee aan de eerste editie van de UCI World Calendar. De ploeg werd 31e in het ploegenklassement met 11 punten en in 2010 werden ze 28e in het ploegenklassement met 63 punten.
De ploeg heeft ook een vrouwenteam: Sport Vlaanderen-Guill D'or.

## Bekende (oud-)renners
- Mario Aerts (1995-1997)
- Serge Baguet (1996)
- Jan Bakelants (2008-2009)
- Kris Boeckmans (2010-2011)
- Dominique Cornu (2011-2013)
- Wilfried Cretskens (1997-2000)
- Thomas De Gendt (2009-2010)
- Kenny De Ketele (01/05/2007-2021)
- Moreno De Pauw (2014-2019)
- Kenny Dehaes (2006-2008)
- Stijn Devolder (2002-2003)
- Niko Eeckhout (2005-2008)
- Matthew Gilmore (2001 en 2003-16/05/2007)
- Kristof Goddaert (2008-2009)
- Robbe Ghys (2018-2022)
- Ben Hermans (2008-2009)
- Leif Hoste (1998)
- Iljo Keisse (2005-02/2009)
- Jan Kuyckx (2002-2004)
- Björn Leukemans (2000-2001)
- Klaas Lodewyck (2009-2010)
- Arne Marit (2021-2022)
- Serge Pauwels (2006-2008)
- Bert Roesems (1996-1998)
- Luc Roosen (1995-15/09/1997)
- Pieter Serry (2011-2012)
- Tom Steels (1994-1995)
- Stijn Steels (2014-2017)
- Geert Van Bondt (1996-1997)
- Jurgen Van De Walle (2002-2004)
- Kurt Van De Wouwer (1997)
- Preben Van Hecke (2008-2019)
- Gijs Van Hoecke (2012-2016)
- Wim Van Huffel (2002-2004)
- Kevin Van Impe (2005)
- Aaron Van Poucke (2019-heden)
- Jelle Vanendert (2007)
- Sep Vanmarcke (01/08/2009-2010)
- Wim Vansevenant (1995-1998)
- Bart Voskamp (2004)
- Jelle Wallays (2011-2015)
- Maarten Wijnants (2005-2006)
- Frederik Willems (2003-2006)
- Otto Vergaerde (2014-2016)

## Grote rondes
| Jaar | Ronde van Italië    | Ronde van Italië | Ronde van Frankrijk | Ronde van Frankrijk | Ronde van Spanje   | Ronde van Spanje |
| Jaar | hoogste klassering  | etappewinst      | hoogste klassering  | etappewinst         | hoogste klassering | etappewinst      |
| ---- | ------------------- | ---------------- | ------------------- | ------------------- | ------------------ | ---------------- |
| 2004 | 31e Mauricio Ardila |                  | geen deelname       | geen deelname       | geen deelname      | geen deelname    |